# Alan Austria
Alan Austria, director general de Radio y Televisión de Hidalgo, ha desempeñado roles destacados en diversos medios de comunicación. Con experiencia previa en CNN, Televisa, TV Azteca y el Tec de Monterrey en Santa Fe, fue seleccionado como el representante mexicano para iniciar las operaciones de France 24 en español, con base en Colombia. Además, es compilador de tres libros y actualmente contribuye con artículos de opinión en el periódico Milenio.

## Carrera
Estudió la Licenciatura en Ciencias y Técnicas de la Comunicación y también cuenta con una maestría en Gobierno y Desarrollo Regional y un doctorado en Desarrollo. 
Sus inicios en los medios de comunicación fueron en Televisa San Luis Potosí en 2006, donde se especializó en la cobertura del ámbito local, brindando información y contenido deportivo.
Posteriormente, laboró en las dos principales televisoras de Hidalgo creando contenido que buscaba captar la atención del público para transmitir mensajes precisos. En 2009 fue productor en Radio y Televisión de Hidalgo y en 2011 fue responsable de deportes y espectáculos de TV Azteca Hidalgo, televisora local en la que su colaboración externa fue fundamental para su instalación en Hidalgo.
Posteriormente, Alan se desempeñó en GNP Santa Fe como director de agencia y en PrimeAction Consulting como líder de proyectos en Paraguay, Honduras, Guatemala, Costa Rica, República Dominicana, Ecuador, Bolivia, Uruguay y Saint Maarten. Durante ese tiempo recibió reconocimiento por parte de GNP Zona Metro Poniente de Ciudad de México por su participación en LAMP 2016, GAMA's Annual Leadership and Management Program, en Las Vegas, Estados Unidos.
En 2017, France 24 llevó a cabo un riguroso proceso de selección en varios países para elegir a los periodistas encargados del lanzamiento de su medio de comunicación en español.  Alan fue el representante de México para comenzar las operaciones de la cadena internacional de noticias, tras ser seleccionado en el casting que se realizó en su país con más de cien candidatos durante meses de evaluación. Alan se responsabilizó de las noticias mexicanas y también presentó programas deportivos, económicos, políticos e informativos en esta cadena internacional de noticias, que estableció su sede en Bogotá, Colombia.
Posteriormente, Alan siguió produciendo contenido en CNN y Anáhuac online hasta que, en septiembre de 2022, nombrado por el gobernador del Estado de Hidalgo, Julio Menchaca Salazar como director general de Radio y Televisión de Hidalgo.

## Columnas de Opinión y Publicaciones Principales
Compilador de Hidalgo se Viste de Colores y Navegando por Hidalgo.
Dos libros que representan un valioso registro de la riqueza cultural, histórica, hidrogeográfica y turística del estado de Hidalgo.
"Creyó que enterraría solo a su esposa asesinada en el ataque de El Paso, pero cientos lo sorprendieron"
Artículo que narra lo sucedido en un tiroteo dentro de la ciudad de El Paso, Texas, mismo que dejó un trágico saldo de 22 víctimas, incluyendo a ocho ciudadanos mexicanos. Antonio Basco, quien perdió a su esposa en este acto de violencia, pensó que estaría solo en el funeral, pero cientos de personas lo apoyaron de diferentes maneras tras su pérdida.
¿Minería sustentable es contradictorio por naturaleza?
Alan Austria, explora la situación de una mina en Colombia, gestionada por la empresa china Zijin-Continental Gold, y se cuestiona sobre si la minería es intrínsecamente insostenible debido a sus impactos ambientales y sociales.
¿Las plantas eólicas offshore son el futuro de la energía en Latinoamérica?
En esta publicación se habla acerca de que el interés por la energía eólica marina en América Latina ha crecido tres décadas después del surgimiento del primer parque eólico en el mundo y que los especialistas consideran que este es el momento propicio para promover esta forma de generación de energía y fomentar una sólida transición energética en la región.
Démonos una tregua pues
Artículo donde se menciona que actualmente vivimos en una era dominada por las redes sociales, las cuales pueden influir en nuestras creencias y relaciones al limitarnos a un círculo de afinidad. Esto plantea desafíos en la diversidad de opiniones y la interacción con distintas perspectivas.
Así festeja México las celebraciones del Día de Muertos
Nota que habla acerca de las festividades del Día de Muertos en México, donde las calles se llenan de desfiles y los altares se adornan con pétalos de cempasúchil, fotografías y los alimentos preferidos de los difuntos, de manera que estos se convierten en un emotivo tributo a aquellos que han partido.
"El petróleo y la crisis de la Guerra''
Estando como productor periodístico, en este artículo creado por CNN, se menciona cómo la crisis de la guerra de Ucrania ha tenido un impacto significativo en el mercado petrolero debido a la interrupción de suministros, tensiones geopolíticas y sanciones, lo que ha generado fluctuaciones en los precios internacionales del petróleo.
La Primavera Latinoamericana
La llegada del COVID-19 a América Latina coincidió con una región aún sacudida por una ola de protestas que había conmocionado a diversos países hace más de un año, mismas que fueron ocasionadas por diversas razones, como la desigualdad económica o la corrupción, de manera que estas protestas se han asemejado a la Primavera Árabe en su naturaleza y objetivo de buscar democracia y derechos sociales.
Elecciones en Colombia: ¿cómo planean los candidatos presidenciales proteger el medioambiente?
Alan Austria, en colaboración con David González hablan acerca de como, Colombia se prepara para elecciones presidenciales en medio de desafíos ambientales significativos, siendo la protección del medio ambiente una prioridad crucial en uno de los países más biodiversos del mundo.
Así toma forma el proyecto político de oposición en México.
Nota que menciona como el expresidente Felipe Calderón, quien a través de su movimiento "México Libre", busca enfrentar al partido oficialista en las elecciones que definirán la composición de la Cámara de Diputados, gubernaturas y congresos locales. Esto presenta un contraste a la gestión del presidente Andrés Manuel López Obrador.
¿Qué estamos dispuestos a sacrificar por la verdad?
En este artículo se menciona que la prensa se encuentra en un contexto donde la hostilidad política y la interferencia de grupos criminales amenazan la integridad de los periodistas y la importancia del periodismo en la democracia.
La Radio del Pueblo
Artículo de opinión que expresa cómo la apertura de una estación de radio en la región de la Huasteca, en Huejutla de Reyes, Hidalgo, ha generado un ambiente de emoción y celebración, marcando un hito en la comunidad.
El acercamiento económico entre el pobre y el millonario es justo y necesario
Texto que habla sobre como en un mundo dominado por el capitalismo, es alentador ver como el gobierno mexicano se ha comprometido con la igualdad y ha logrado reducir la brecha entre los estratos económicos en México.
¿Qué opinión merecen las columnas de opinión?
Las columnas de opinión han jugado un papel fundamental en la construcción de nuestra identidad colectiva. Los columnistas de nuestros medios de comunicación locales han centrado su atención en asuntos que interesan directamente a los hidalguenses.
Las “corcholatas” valorizan Hidalgo
Reflexión acerca de porque Hidalgo se ha convertido en un destino frecuente para políticos prominentes como Marcelo Ebrard, Claudia Sheinbaum, Adán Augusto y Ricardo Monreal, quienes han visitado el estado en el contexto de la contienda electoral de Morena.
¿Por qué los ciudadanos piden comunicación directa con las autoridades?
Artículo en donde Alan Austria explica acerca de porque las mesas de diálogo entre ciudadanos y autoridades permiten una mejor comprensión de los desafíos y decisiones.
El combate al 'huachicoleo': un beneficio directo para los hidalguenses
Reflexión sobre como el fenómeno del "huachicoleo" en México tiene impactos directos en la vida de los hidalguenses, ya que el estado lidera los índices de robo de combustible, lo que ha tenido consecuencias negativas para sus ciudadanos.

## Academia
Alan ha sido profesor en el Tec de Monterrey campus Santa Fe, Ciudad de México, donde ha impartido narrativa audiovisual, investigación periodística, derecho a la información y opinión pública, producciones convergentes multimodales, contenidos noticiosos y periodismo hipermedia y transmedia. De igual forma, se ha desempeñado como coordinador audiovisual en las instalaciones de Anáhuac online.

## La Entrevista
Actualmente, Alan Austria también es titular del programa "La Entrevista", a través de la señal de Radio y Televisión de Hidalgo, donde grandes personalidades del medio artístico, político y social cuentan sus más grandes experiencias y polémicas a lo largo de su trayectoria.
“Sufrí discriminación en mi carrera”; Lupita Jones
"Con cuatro hermanos y mi padre, el entorno era casi exclusivamente masculino, aunque siempre estuve acompañada por mi madre", compartió. A pesar de ello, los juegos y actividades siempre estaban orientados hacia sus hermanos. También tuvo la oportunidad de sumergirse en el mundo de la charrería, ya que su padre es originario de Epazoyucan, Hidalgo.
"De niño me fui de cabeza a una barrica de pulque y me estaba ahogando"; Aquiles Chávez
Chávez incursionó en el mundo de la gastronomía a los 16 años de edad, su primer trabajo fue en una cadena de restaurantes en su natal Villahermosa, Tabasco, al sureste de México, y su sueño era comprarse una guitarra eléctrica con su sueldo.
"Cuando tenía cinco años me fui con mi familia de indocumentado a Estados Unidos"; Sergio Mayer
Una participación como bailarín en una entrega de Los Heraldos fue suficiente para que el productor Luis de Llano se convenciera de hacerlo miembro del famoso grupo de los años noventa “Garibaldi”.
“En un estado con tanta desigualdad social es siniestro robar dinero” Santiago Nieto
Santiago Nieto, encargado del despacho de la Procuraduría General de Justicia del Estado de Hidalgo (PGJEH) y extitular de la Unidad de Investigación Financiera (UIF) en México, habla de su trayectoria y experiencia en casos de corrupción, como el caso de Odebrecht y la Estafa Maestra.
“Cuando vas a la guerra ves de todo pero lo que importa son las historias humanas” José Luis Arévalo
El reconocido periodista mexicano José Luis Arévalo habla acerca de su experiencia en numerosos conflictos bélicos, donde destaca la importancia de contar las historias humanas en medio de la guerra.
“La voz no importa, lo importante es lo que digas” Emilio Fernando Alonso
En esta entrevista, Emilio Fernando Alonso, comparte su trayectoria como comentarista deportivo, un camino que inicio a la temprana edad de 12 años, destacando la significativa influencia de su padre en su vida. Emilio Fernando Alonso, también reflexiona sobre sus vivencias siendo narrador de partidos en Pachuca y sus recuerdos detallados de los jugadores y alineaciones.
“Mis padres no sabían que hacía pruebas en Cruz Azul” Oscar “El Conejo” Pérez
El portero emblemático de Cruz Azul, Oscar “El Conejo” Pérez, habla sobre el origen de su apodo, su carrera en el mundo del fútbol y su experiencia al participar en tres mundiales formando parte de la selección mexicana. 
“Si perdoné a los que iban a matarme, cuanto y más a los que me chiflan o me gritan” Ricardo Monreal
El político mexicano Ricardo Monreal, ampliamente reconocido por su carrera política, ofrece una visión integral de su vida. Destacando su ámbito familiar, formación académica en derecho, su transición entre partidos políticos y su notable gestión como gobernador de Zacatecas. Monreal, también resalta su compromiso con los migrantes y su papel crucial en la escena política de la izquierda. 
“Después de 25 años, renuncié al PRI” Cuauhtémoc Cárdenas
En esta entrevista, Cuauhtémoc Cárdenas, comparte su trayectoria política al ser senador, gobernador de Michoacán y candidato presidencial en tres ocasiones y el porqué decidió renunciar al PRI, tras 25 años.
¡Orgullo hidalguense! Sergio Corona, 76 años de trayectoria
Sergio Corona, actor y bailarín hidalguense reconocido a nivel nacional e internacional, narra su vida y su trayectoria siendo actor, comediante, director, traductor y bailarín. 
“Jefa préndele a la tele que voy a salir en el #CanalDelPueblo” Alex Lora en #LaEntrevista
Alex Lora, reconocido músico y cantautor mexicano, comparte sus reflexiones sobre su carrera de 55 años en el ámbito del rock y la contribución de su banda, El Tri, al género. Abordando sus desafíos iniciales, entre los que destaca la represión que enfrentaron en sus inicios y la apertura del mercado musical en los años 80. Además, subraya la universalidad de la música de El Tri y su recepción en otros países. 
“A los 15 años mi papá me dejó en la redacción de la afición” David Faitelson
David Faitelson, habla sobre su vida desde su nacimiento en Israel hasta su carrera como periodista deportivo en México. También menciona su conexión con el equipo de fútbol Pachuca. 